# Карабидаевка
Карабидаевка — хутор в Палласовском районе Волгоградской области, в составе Эльтонского сельского поселения.
Население — 93 (2010)

## География
Хутор расположен на юго-востоке Палласовского района, близ государственной границы с Республикой Казахстан, в 11 км юго-восточнее посёлка Эльтон и в 120 км южнее города Палласовка.

## История
Населённый пункт впервые обозначен на топографической карте Астраханской губернии 1909 года издания. С 1935 года — в составе Эльтонского района Сталинградского края (в 1936 году преобразован в Сталинградскую область). В 1950 году в связи с упразднением Эльтонского района передан Палласовскому району. Хутор находился в подчинении Эльтонского поссовета.

## Население
Динамика численности населения по годам:
| 1987 | 2002 |
| ---- | ---- |
| ≈300 | 143  |

| 2010 |
| ---- |
| 93   |